# 东千佛洞石窟
东千佛洞石窟，位于中国甘肃省瓜州县，1996年11月20日公布为第四批全国重点文物保护单位，类型为石窟寺及石刻，历史年代为北魏—西夏。